# Donovaly
Donovaly (in tedesco Mitthail, in ungherese Dóval) è un comune della Slovacchia facente parte del distretto di Banská Bystrica, nella regione omonima.
È noto come piccolo centro turistico dotato di ottimi impianti sciistici.